# Planeta exilului
Planeta exilului (1966) (titlu original Planet of Exile) este un roman science fiction scris de Ursula K. Le Guin, care face parte din ciclul Hainish. A fost publicat pentru prima dată împreună cu Mankind Under the Leash de Thomas M. Disch.

## Intriga
Acțiunea se petrece pe Werel, a treia planetă a sistemului Gamma Draconis, care are o perioadă de revoluție de 60 de ani tereștri. La momentul începerii romanului, planeta se află în pragul uneia dintre iernile sale îndelungate. Triburile locale se pregătesc pentru acest sezon aspru, strângând ultimele provizii în cetățile lor - așa cum fac și locuitorii Tevaranului, conduși de bătrânul înțelept Wold. În timpul acelor pregătiri, fiica lui - Rolery - se întâlnește cu un departe-născut - Jakob Agat, conducătorul coloniei exilate de oameni pe Werel.
Agat îi avertizează pe indigeni despre sosirea triburilor migratoare ale gaalilor, care coboară în fiecare iarnă spre sud, prădând locurile prin care trec. Spre deosebire de celelalte invazii consemnate în documentele istorice, de data aceasta se pare că e vorba de mai mult decât o simplă migrație. Triburile gaalilor s-au unit și sunt decise nu doar să jefuiască, ci să cucerească toate cetățile care le stau în cale. Agat propune o alianță, dar aceasta nu este privită cu ochi buni de unii dintre tevarani. Mai mult, faptul că între el și Rolery se înfiripă o poveste de dragoste este interpretat ca un act de trădare și duce la conflict.
Gaali cuceresc cu ușurință Tevaranul. Supraviețuitorii se refugiază în Landin, orașul coloniștilor, unde îi ajută pe departe-născuți să reziste asaltului invadatorilor. Iarna grea care se așterne în acele locuri, laolaltă cu buna organizare a apărării, duce la respingerea atacului și îndepărtarea gaalilor. Agat și Rolery rămân împreună și descoperă că traiul îndelungat al coloniștilor pe acea planetă a produs modificarea genetică necesară pentru a le permite împerecherea  cu indigenii.

### Cuprins
| - 1. - O mână de beznă - 2. - În cortul roșu - 3. - Numele adevărat al soarelui - 4. - Tinerii înalți - 5. - Amurg în păduri - 6. - Zăpada - 7. - Coborârea spre miazăzi | - 8. - În citadela străină - 9. - Gherilele - 10. - Bătrâna căpetenie - 11. - Asediul citadelei - 12. - Asediul pieții - 13. - Ultima zi - 14. - Prima zi |

## Personaje
- Alla Pasfal - femeie bătrână, înțeleaptă, cu mintea ageră, membra a Consiliului orașului coloniștilor Landin
- Gaalii - triburi indigene nomade care migrează spre sud în timpul iernilor aspre, a căror limbă este similară celei a tevaranilor
- Jakob Agat Alterra - colonist de vârstă mijlocie, înțelept, conducător de facto al Consiliului din Landin
- Rolery - protagonista poveștii, indigenă, spirit precoce și independent, rămasă singură din cauză că s-a născut în afara sezonului, prezintă abilitatea rară printre băștinași de a comunica la nivel mental
- Seiko Esmit - femeie de vârstă mijlocie, delicată și irascibilă, ultimul membru al unei linii familiale care trăiește în Landin
- Ukwet - unul dintre nepoții lui Wold, care îl surprinde pe Jakob Agat într-o ambuscadă, dar este ucis în duel de mai-tânărul Umaksuman
- Umaksuman - unul dintre copiii lui Wold, atras de lupte și războaie
- Wattock - alteran care-i tratează împreună cu Rolery pe cei răniți în lupte
- Wold - bunicul lui Rolery, bătrânul înțelept și misogin al tribului care populează orașul Tevar

## Rolul în cadrul ciclului Hainish
Popoarele diferitelor lumi din operele lui Le Guin sunt descendenții unor coloniști antici de pe planeta Hain. Gethenienii din Mâna stângă a întunericului se pare că ar fi fost creați prin inginerie genetică, la fel ca alte câteva popoare, dar alteranii nu sunt menționați în acest context.
Descendenții amestecului genetic dintre pământeni și tevarieni va salva în cele din urmă Pământul de sub dominația unor extratereștri care pot minți în limbajul mental. De altfel, aceasta a fost și metoda folosită pentru a cuceri telepatic Liga Tuturor Lumilor, așa cum se precizează în povestea din fundal prezentată în Orașul iluziilor. Reunificarea este menționată în Mâna stângă a întunericului, deși niciun text al seriei nu tratează acest subiect în detaliu.
Planeta Werel din volumul Four Ways to Forgiveness reprezintă o cu totul altă lume decât planeta alterranilor.

## Semnificație literară și opinii critice
Un erudit SF atrage atenția asupra faptului că Lumea lui Rocannon, împreună cu Planeta exilului și Orașul iluziilor, prezintă lupta unui scriitor aflat la început de drum de a stabili un cadru plauzibil, memorabil și inovator pentru textele sale.

## Istoria publicării
Planeta exilului a fost publicată inițial fără introducere, Le Guin scriind-o pe aceasta abia pentru ediția cartonată apărută în 1977 la Harper & Row. Romanul a fost inclus într-o ediție omnibus alături de Lumea lui Rocannon și Orașul iluziilor, întâi într-un volum din 1978 intitulat Three Hainish Novels, apoi într-un alt volum, apărut în 1996 și intitulat Worlds of Exile and Illusion.

## Traduceri în limba română
- 2015 - Orașul iluziilor, ed. Nemira, 432 pag., traducere Mihai-Dan Pavelescu, ISBN 978-606-579-969-1